# Гай Плавцій Деціан
Гай Пла́вцій Деціа́н (лат. Gaius Plautius Decianus, ? — після 310 до н. е.) — політичний та військовий діяч Римської республіки, консул. 

## Життєпис
Походив із плебейського роду Плавціїв. Син Публія Плавція Деціана. У 329 році до н. е. його обрали консулом, разом із Луцієм Емілієм Мамерціном Прівернатом. Продовжив війну проти міста вольсків Привернума (нині Приверно), зрештою захопивши місто й розмістивши там римський гарнізон. Водночас, вирішуючи долю мешканців Привернума, Деціан клопотав перед сенатом про їх помилування.
У 328 році до н. е. став консулом-суффектом після раптової смерті Публія Плавція Прокула. Подальша доля Гая Плавція Деціана невідома.

## Вшанування
Публій Плавцій Гіпсей у 58 р. до н. е. викарбував срібний денарій зі сценою тріумфу Гая Плавція Деціана після взяття міста Привернума.